# Gusmyl Perdomo
Gusmyl Perdomo alias Azucar Torpedo (født 7. september 1976 i La Guaira, Venezuela) er en venezuelansk super-mellemvægts-bokser. Han er nok bedst kendt for sin kamp mod Mikkel Kessler i Herning, den 12. september 2009, hvor han blev slået ud i fjerde runde. Han har bokset 20 kampe, tabt 3 og 0 uafgjort. Efter kampen mod Kessler vandt han mod Darmel Castillo den 27. marts i Perdomos hjemby La Guaira.
Perdomo er højrefodsbokser og er 188 cm høj og har en rækkevidde på 187 cm. Perdomo har den tyske Michael Timm som træner. Han har en kone og en søn, der bor i Venezuela.